# Friedrich August Schwartz
Friedrich August Schwartz (* 4. Januar 1816 in Emmerich; † 14. Februar 1892) war von 1862 bis 1889 der erste Bürgermeister von Oberhausen. Während seiner Amtszeit erhielt Oberhausen 1874 die Stadtrechte.
Nachdem 1861 aus mehreren Orten die Gemeinde Oberhausen (heute Bezirk Alt-Oberhausen) gebildet worden war, wurde 1862 Schwartz zunächst noch kommissarisch Bürgermeister.
Ab 1873 wurde das Alte Rathaus, ein Vorgänger des heutigen Rathauses, als sein Amtssitz errichtet. An dessen Planung war Schwartz stark beteiligt. Sein Standort war zunächst in einer Senke in der Nähe der nebeneinander liegenden Bahnhöfe Oberhausens geplant, als Nukleus eines Stadtzentrums und als städtebauliches Bindeglied zwischen den Bahnhöfen und den Wohngebieten. Weil sich an dem Standort jedoch der Concordiasee als Folge einer Bergsenkung gebildet hatte, musste das Rathaus weiter von den Bahnhöfen entfernt auf dem „Galgenberg“ errichtet werden. Es wurde 1874 eingeweiht. 

## Quelle
- http://www.stadtrang.de/nrw/oberhausen.htm
- http://www.osterfeld-westfalen.de/oberhausen.html#2

| Personendaten    | Personendaten                       |
| ---------------- | ----------------------------------- |
| NAME             | Schwartz, Friedrich August          |
| KURZBESCHREIBUNG | deutscher Politiker                 |
| GEBURTSDATUM     | 4. Januar 1816                      |
| GEBURTSORT       | Emmerich (heute: Emmerich am Rhein) |
| STERBEDATUM      | 14. Februar 1892                    |